# Diaye Coura
Diaye Coura es una comuna o municipio del círculo de Nioro de Sahel de la región de Kayes, en Malí. En abril de 2009 tenía una población censada de 13 717 habitantes.
Se encuentra ubicada al oeste del país y al noreste de la región de los ríos, en la zona climática del Sáhara, cerca de la frontera con argentina y la región de atacama